# Virginia (datorspel)
Virginia är ett äventyrsspel utvecklat av Variable State och utgivet av 505 Games. Spelet berättar historien om den nya FBI-agenten Anne Tarver när hon undersöker sitt första fall; en pojkes försvinnande på Virginias landsbygd. Virginia släpptes den 22 september 2016 till Playstation 4, Xbox One, Microsoft Windows och OS X.
Spelet tillkännagavs först i juli 2014 och var tidigare tänkt att släppas 2015. En spelprototyp visades upp på Future of StoryTelling 2014 och på EGX Leftfield Collection samma år. Den 30 augusti 2016 meddelades att datorspelsutgivaren 505 Games skulle ge ut spelet. Ett speldemo släpptes på Steam för att sammanfalla med tillkännagivandet.